# チュニジア侵攻
チュニジア侵攻は1881年に第三共和政下のフランスが、フサイン朝チュニス君侯国（1705年 - 1881年）（形式上はオスマン帝国領だが独立した統治を行っていた。現チュニジア共和国領にあった）に侵攻した武力衝突事件。
19世紀の地中海沿岸の勢力図は、オスマン帝国が弱体化しつつある中、フランスが勢力を伸ばす状況にあった。1830年のアルジェリア侵略ではチュニジアの隣国にあったオスマン帝国領アルジェリアを支配下に収めてフランス領アルジェリアが成立しており、その延長として行われた軍事行動である。チュニジア侵攻は終始、フランス側のペースで進み、1956年まで続く植民地体制が決定づけられた。

## 概要
- 1873年 チュニジア太守にハイルディーン・パシャ（アラビア語版、英語版）宰相の就任。彼のもとで強力に近代化政策が推進し、列強とは均衡外交を展開し、独立維持を図ることになる。
- 1877年 保守派がクーデターを起こしハイルディーン・パシャが失脚。これをうけて、列強はフランス、イタリアにチュニジアの自由権の承認する。その後イタリアが譲歩。
- 1881年フランス軍、チュニジアに侵攻を決定。同年5月12日、チュニジアの財政、外交権をフランスに譲渡する「バルドー条約（アラビア語版、フランス語版、英語版）」が締結される。チュニジア国内では激しい反フランス運動が起きるがフランスはこれを鎮圧。11月14日に、ジュール・フェリー首相が辞任。
- 1882年、イタリア王国が、ドイツ帝国（ビスマルク体制）とオーストリア＝ハンガリー帝国と同盟を結んで三国同盟を結成。
- 1883年6月、「マルサ協定（フランス語版）」締結。チュニジアはフランスの保護国、フランス保護領チュニジア（1881年 - 1956年）になる。